# Крылова, Виктория Викторовна
Виктория Викторовна Крылова (род. 10 мая 1978) — белорусская футболистка, вратарь команды «Зорка-БДУ». В сборной Белоруссии по футболу играла на позиции защитника. Параллельно играла в мини-футбол. Мастер спорта Украины.

## Клубная карьера
В 1999 году выступала за женскую команду Бобруйчанка, в составе которой стала чемпионкой Белоруссии по футболу среди женщин. Выступала за витебский «Университет». В 2002 году переехала в Украину, где подписала контракт с черниговской «Легендой». В чемпионате Украины дебютировала в 2002 году. Выступала под номером 99 на позиции защитника. В команде выступала (с перерывом на сезон 2011 года) до 2012 года. 21 августа 2003 года играла за «Легенду-Чексил» в групповом этапе Лиге чемпионов УЕФА среди женщин (матч против Маккаби Холон, победа 4:0). Четыре раза выигрывала чемпионат Украины, трижды становилась обладательницей кубка Украины, участница женской Лиги чемпионов. За «Легенду» в чемпионате Украины сыграла 119 матчей и отметилась 25 голами.
В 2013 году вернулась в Белоруссию, где подписала контракт с «Зоркой-БДУ». Дебютировала за минскую команду 8 июня того же года в победном (17:0) выездном поединке 10-о тура чемпионата Белоруссии против ЖФК «Молодечно». Виктория вышла на поле в стартовом составе, а на 85-й минуте её заменила Евгения Касьяник. Дебютным голом ы чемпионате отметилась 14 июля 2013 года на 4 минуте победного (10:0) домашнего матча Высшей лиги против ЖФК «Гомель». Крылова вышла на поле в стартовом составе, а на 46 минуте её заменила Вита Николаенко. В составе команды провела три сезона, за этот период в Высшей лиге сыграла 48 матчей и отметилась 5 голами. По результатам 2014 года была отмечена Белорусский федерацией футбола как лучший игрок команды. В ряде матчей выступала в качестве капитана команды. В 2016 году перешла в ЖФК «Бобруйчанка», за которую играла на позиции нападающего. Дебютировала 22 апреля того же года в выездном поединке 2 тура Высшей лиги против ЖФК «Надежда». Виктория вышла на поле в стартовом составе и отыграла весь матч. Дебютным голом за бобруйский коллектив отметилась 27 апреля 2016 года на 38-й минуте победного (7:0) выездного поединка 3 тура Высшей лиги против любительского клуба «Славянка». Крылова вышла на поле в стартовом составе и отыграла весь матч. В команде провела два сезона, в Высшей лиге сыграла 30 матчей и отметилась 7 голами. В межсезонье 2017—2018 годов покинула Бобруйчанку, Вернулась в «Зорку-БДУ». В этом сезоне одновременно с игрой работала тренером команды, помощником главного тренера. Дебютировала 7 июля 2018 года в победном (10:0) выездном поединке 10 тура чемпионата Белоруссии против брестского БОЦОРа. Виктория вышла на поле в стартовом составе, а на 71 минуте её заменила Диана Тропникова.

## Карьера в сборной
Вызывалась в состав сборной Белоруссии. В последний раз выступала за сборную 2 августа 2014 года в выездном поединке квалификации чемпионата мира против женской сборной Украины. Крылова вышла на поле в стартовом составе и отыграла весь матч.

## Статистика

### Клубная
| Клуб             | Сезон            | Лига | Лига | Кубки | Кубки | Еврокубки | Еврокубки | Итого | Итого |
| Клуб             | Сезон            | Игры | Голы | Игры  | Голы  | Игры      | Голы      | Игры  | Голы  |
| ---------------- | ---------------- | ---- | ---- | ----- | ----- | --------- | --------- | ----- | ----- |
| Белкар           | 1996             | 5+   | 0    | ?     | ?     | ?         | ?         | 5+    | 0     |
| Легенда          | 2002             | 9    | 0    | 1     | 0     | 0         | 0         | 10    | 0     |
| Легенда          | 2003             | 11   | 2    | 1     | 0     | 1         | 0         | 13    | 2     |
| Легенда          | 2004             | 12   | 1    | 3     | 0     | 0         | 0         | 15    | 1     |
| Легенда          | 2005             | 14   | 2    | 2     | 0     | 0         | 0         | 16    | 2     |
| Легенда          | 2006             | 17   | 2    | 3     | 0     | 0         | 0         | 20    | 2     |
| Легенда          | 2007             | 18   | 3    | 2     | 1     | 0         | 0         | 20    | 4     |
| Легенда          | 2008             | 22   | 12   | 1     | 0     | 0         | 0         | 23    | 12    |
| Легенда          | 2009             | 8    | 0    | 3     | 0     | 0         | 0         | 11    | 0     |
| Легенда          | 2010             | 4    | 2    | 3     | 1     | 2         | 0         | 9     | 3     |
| Легенда          | 2012             | 4    | 1    | 0     | 0     | 0         | 0         | 4     | 1     |
| Легенда          | Итого            | 119  | 25   | 19    | 2     | 3         | 0         | 141   | 27    |
| Зорка-БДУ        | 2013             | 18   | 2    | 2     | 0     | 0         | 0         | 20    | 2     |
| Зорка-БДУ        | 2014             | 19   | 2    | 3     | 0     | 0         | 0         | 22    | 2     |
| Зорка-БДУ        | 2015             | 11   | 1    | 2     | 0     | 0         | 0         | 13    | 1     |
| Зорка-БДУ        | Итого            | 48   | 5    | 7     | 0     | 0         | 0         | 55    | 5     |
| Бобруйчанка      | 2016             | 16   | 1    | 1     | 0     | 0         | 0         | 17    | 1     |
| Бобруйчанка      | 2017             | 14   | 6    | 2     | 0     | 0         | 0         | 16    | 6     |
| Бобруйчанка      | Итого            | 30   | 7    | 3     | 0     | 0         | 0         | 33    | 7     |
| Зорка-БДУ        | 2018             | 4    | 0    | 2     | 0     | 0         | 0         | 6     | 0     |
| Зорка-БДУ        | 2019             | 18   | 2    | 3     | 0     | 0         | 0         | 21    | 2     |
| Зорка-БДУ        | 2020             | 9    | 1    | 1     | 0     | 0         | 0         | 10    | 1     |
| Зорка-БДУ        | 2021             | 20   | 0    | 0     | 0     | 0         | 0         | 20    | 0     |
| Зорка-БДУ        | 2022             | 16   | 0    | 1     | 0     | 0         | 0         | 16    | 0     |
| Зорка-БДУ        | 2023             | 15   | 0    | 2     | 0     | 0         | 0         | 17    | 0     |
| Зорка-БДУ        | 2024             | 7    | 0    | 1     | 0     | 0         | 0         | 17    | 0     |
| Зорка-БДУ        | Итого            | 89   | 3    | 9     | 0     | 0         | 0         | 98    | 3     |
| Всего за карьеру | Всего за карьеру | 294  | 39   | 38    | 2     | 3         | 0         | 333   | 42    |

### В сборной
| Матчи и голы Крыловой за женскую сборную Белоруссии | Матчи и голы Крыловой за женскую сборную Белоруссии | Матчи и голы Крыловой за женскую сборную Белоруссии | Матчи и голы Крыловой за женскую сборную Белоруссии | Матчи и голы Крыловой за женскую сборную Белоруссии | Матчи и голы Крыловой за женскую сборную Белоруссии | Матчи и голы Крыловой за женскую сборную Белоруссии |
| --------------------------------------------------- | --------------------------------------------------- | --------------------------------------------------- | --------------------------------------------------- | --------------------------------------------------- | --------------------------------------------------- | --------------------------------------------------- |
| №                                                   | Дата                                                | Место проведения                                    | Оппонент                                            | Счёт                                                | Голы                                                | Соревнование                                        |
| 1                                                   | 10 сентября 1997                                    | Могилёв                                             | Польша                                              | 0:1                                                 |                                                     | ЧМ 1999 женщины. Квалификация                       |
| 2                                                   | 11 августа 1999                                     | Минск                                               | Эстония                                             | 4-1                                                 | -                                                   | Отборочные матчи ЧЕ-2001                            |
| 3                                                   | 30 мая 2007                                         | Бобруйск                                            | Испания                                             | 0-3                                                 | -                                                   | Отборочные матчи ЧЕ-2009                            |
| 4                                                   | 1 августа 2007                                      | Бобруйск                                            | Северная Ирландия                                   | 5-0                                                 | -                                                   | Отборочные матчи ЧЕ-2009                            |
| 5                                                   | 26 августа 2007                                     | Бобруйск                                            | Чехии                                               | 1-4                                                 | -                                                   | Отборочные матчи ЧЕ-2009                            |
| 6                                                   | 27 октября 2007                                     | Уолсолл                                             | Англия                                              | 4-0                                                 | -                                                   | Отборочные матчи ЧЕ-2009                            |
| 7                                                   | 25 октября 2009                                     | Куманово                                            | Македония                                           | 1-0                                                 | 1 (пенальти)                                        | Отборочные матчи ЧМ-2011                            |
| 8                                                   | 21 ноября 2009                                      | Гаага                                               | Нидерланды                                          | 1-1                                                 | -                                                   | Отборочные матчи ЧМ-2011                            |
| 9                                                   | 30 марта 2010                                       | Гродно                                              | Норвегия                                            | 0-5                                                 | -                                                   | Отборочные матчи ЧМ-2011                            |
| 10                                                  | 24 апреля 2010                                      | Молодечно                                           | Македония                                           | 1-0                                                 | -                                                   | Отборочные матчи ЧМ-2011                            |
| 11                                                  | 19 июня 2010                                        | Злате-Моравце                                       | Словакия                                            | 0-2                                                 | 1                                                   | Отборочные матчи ЧМ-2011                            |
| 12                                                  | 23 июня 2010                                        | Шиен                                                | Норвегия                                            | 3-0                                                 | -                                                   | Отборочные матчи ЧМ-2011                            |
| 13                                                  | 21 августа 2010                                     | Молодечно                                           | Нидерланды                                          | 0-4                                                 | -                                                   | Отборочные матчи ЧМ-2011                            |
| 14                                                  | 25 августа 2010                                     | Молодечно                                           | Словакия                                            | 2-0                                                 | -                                                   | Отборочные матчи ЧМ-2011                            |
| 15                                                  | 2 августа 2014                                      | Киев                                                | Украина                                             | 8-0                                                 | -                                                   | Отборочные матчи ЧМ-2015                            |
| 16                                                  | 17 сентября 2014                                    | Бурса                                               | Турция                                              | 3-0                                                 | -                                                   | Отборочные матчи ЧМ-2015                            |

Итого: 16 матчей / 2 гола; 6 побед, 1 ничья, 9 поражений.

## Достижения
«Бобруйчанка»
- Чемпионат Белоруссии по футболу среди женщин
  - Чемпион (2): 1996, 1999

«Легенда»
- Чемпионат Украины по футболу среди женщин
  - Чемпион (4): 2002, 2005, 2009, 2010
  - Серебряный призёр (3): 2004, 2006, 2008
- Кубок Украины по футболу среди женщин
  - Обладатель (3): 2002, 2005, 2009
  - Финалист (6): 2003, 2004, 2006, 2007, 2008, 2010

«Зорка-БДУ»
- Чемпионат Белоруссии по футболу среди женщин
  - Серебряный призёр (2): 2014, 2015
- Кубок Беларуси
  - Финалист (2): 2014, 2015
- Суперкубок Беларуси
  - Финалист (1): 2015